# Regulamentul Organic

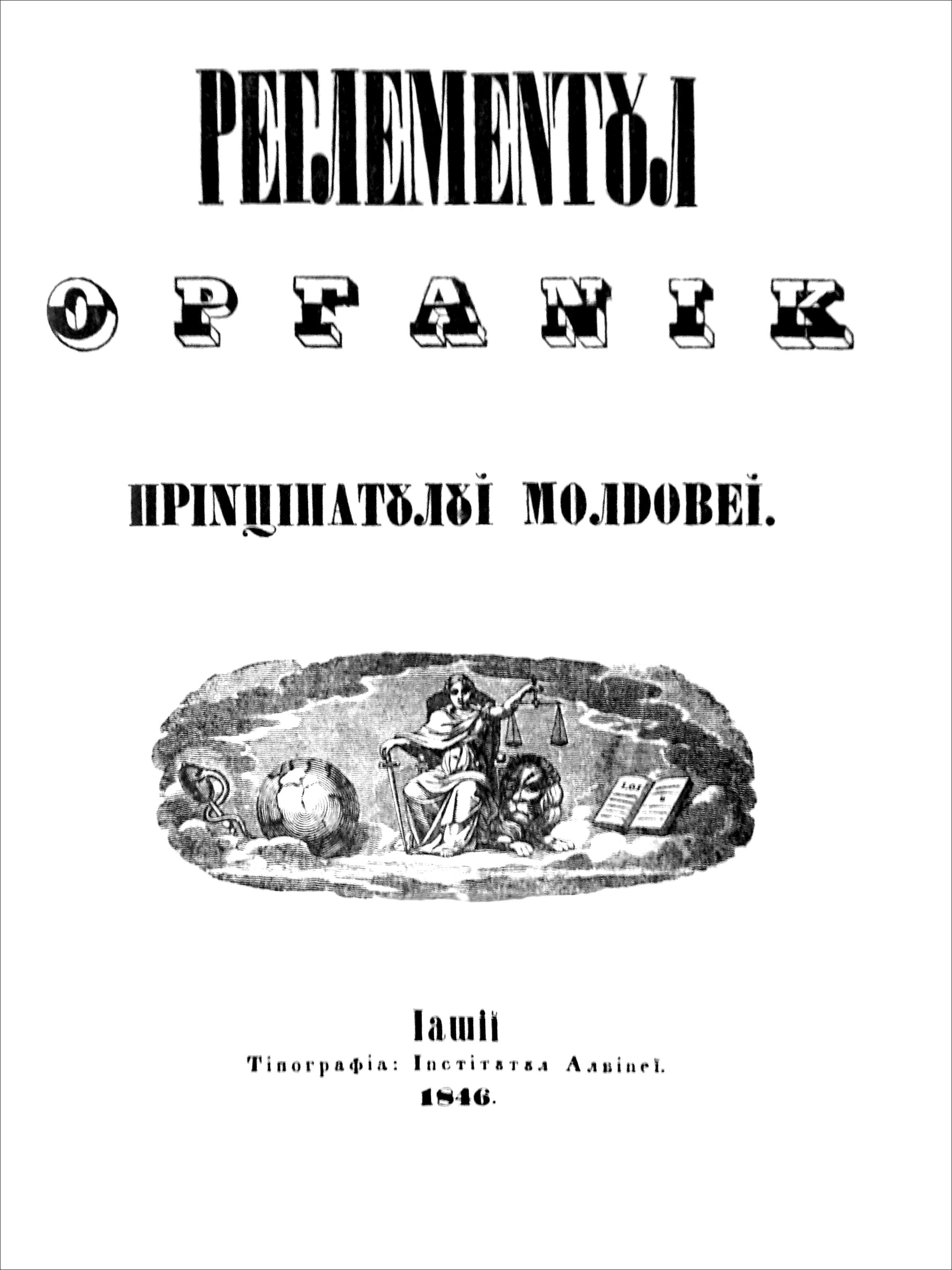
Copie moldave de 1832 du Regulamentul Organic (imprimé en Alphabet cyrillique roumain)

Le Regulamentul Organic (appellation roumaine pour Règlement organique) est la dénomination de la variante particulière à l'histoire de la Roumanie, d'une loi organique quasi-constitutionnelle initialement rédigée en français, alors langue diplomatique internationale, qui fut soumise à l'approbation du Conseil d’État de l'Empire russe à Saint-Pétersbourg, avant d'être l'objet de débat dans les Assemblées princières (Sfaturile boierești) de Bucarest et de Iaşi, capitales des deux Principautés roumaines de Valachie et de Moldavie. La traduction en roumain a suivi l'adoption de cette loi dans sa version en langue française qui était « Règlements organiques » au pluriel,. On suppose que le titre choisi Regulamentul Organic a été préféré à « Constitution » pour éviter le sens révolutionnaire de ce mot dans le contexte politique de l'époque.
Le Regulamentul Organic fut imposé en 1834-1835 par les autorités de l'Empire russe dans les principautés roumaines, états chrétiens tributaires de l'Empire ottoman, mais sous protectorat russe (qui durera jusqu'à 1854) depuis le traité de Küçük Kaynarca, signé en 1774. Le Regulamentul lui-même fut appliqué jusqu'à 1858. Il reprenait les points essentiels de la constitution (Marele Hrisov) promulguée en 1741 par le hospodar Constantin Mavrocordato et instituait un gouvernement traditionnel (comprenant l'exercice du pouvoir par les hospodars), conservateur dans son ensemble, mais permettant une série de réformes sans précédent qui contribueront à l'occidentalisation de la société roumaine. Il offrit aux deux principautés leur premier système de gouvernement commun et centralisé.

## Contexte
Pour éviter de devenir simples provinces ottomanes et conserver leur autonomie interne dans le Dar el Ahd (« maison du pacte », en arabe : دار العهد), les deux principautés, depuis le Moyen Âge, devaient payer un tribut aux Sultans Ottomans, mais leur système de monarchie élective et le clientélisme pratiqué dans l'Empire ottoman permit à la « Sublime porte » de s'immiscer de plus en plus dans l'élection des hospodars, jusqu'à finir par les nommer elle-même. Toutefois, à la suite des défaites ottomanes au cours des guerres russo-turques, depuis qu'une armée russe pénétra en Moldavie et que l'empereur Pierre Ier de Russie établit des liens avec les Valaques, le pouvoir ottoman fut de plus en plus contesté par les boyards roumains soutenus par la Russie, qui, en tant qu'empire chrétien orthodoxe revendiquait de l'héritage de l'Empire byzantin,. Cela incita la « Sublime Porte » à faire de nombreuses concessions aux hospodars phanariotes et aux boyards roumains, qui jouèrent ainsi sur les rivalités des empires absolutistes voisins pour augmenter progressivement leur autonomie.
Le traité de Küçük Kaynarca, signé en 1774 entre les Ottomans et les Russes, donna à la Russie le droit d'intervenir au noms des sujets ottomans orthodoxes en général, un droit qui fut utilisé pour sanctionner les interventions ottomanes sur les principautés danubiennes en particulier. Ainsi, la Russie intervint pour préserver le règne des Hospodars qui avaient perdu la faveur des Ottomans dans le contexte des guerres napoléoniennes (ce fut le casus belli pour la guerre russo-turque de 1806-1812). Elle resta présente dans les principautés, contrecarrant l'influence de l'empire d'Autriche, et en profita pour annexer la Bessarabie en 1812.
Malgré l'influence des phanariotes arrivant dans les Principautés en tant que nouvelle bureaucratie et élite économique préférée par les Hospodars, et malgré le Regulamentul organic, les assemblées des boyards (Sfaturile boierești) gagnèrent du temps face aux attentes des réformistes et préservèrent encore quelques décennies leurs privilèges en jouant sur les rivalités entre les pouvoirs impériaux d'Istanbul et de Saint-Pétersbourg. Chronologiquement postérieur à la révolution de 1821 en Moldavie et Valachie et contemporain de celle de 1848, le Regulamentul organic constitue le cadre d'une évolution visant en même temps à éviter ces révolutions, à préserver l'ordre établi, et à moderniser les pays roumains. Il est également contemporain des débuts de l'industrialisation et prend fin alors que sont construits les premiers chemins de fer et que les armées moldo-valaques s'équipent d'une artillerie et d'une flottille danubienne modernes.